# Gnidia subulata
Gnidia subulata är en tibastväxtart som beskrevs av Jean-Baptiste de Lamarck. Gnidia subulata ingår i släktet Gnidia och familjen tibastväxter. Inga underarter finns listade i Catalogue of Life.